# 大苞鸭跖草
大苞鸭跖草（学名：Commelina paludosa）为鸭跖草科鸭跖草属的植物。分布于台湾岛、印度尼西亚、尼泊尔、印度以及中国大陆的福建、江西、四川、湖南、西藏、广东、广西、云南、贵州等地，生长于海拔110米至2,800米的地区，常生长在林下和山谷溪边，目前尚未由人工引种栽培。

## 别名
大鸭跖草，凤眼灵芝，大竹叶菜

## 异名
- Commelina obliqua Buch.-Ham. ex D. Don